# 西バハル・アル・ガザール州
西バハル・アル・ガザール州（にしバハル・アル・ガザールしゅう、英語: Western Bahr el Ghazal）は、南スーダンのバハル・アル・ガザール地方に位置する州。
州都はワーウ。
面積は9万3900km2、2008年の人口は33万3431人。
南スーダン10州のうちで最も人口の少ない州である。

## 地理
ワラブ州、北バハル・アル・ガザール州、レイク州とともにバハル・アル・ガザール地方に属している。北西をスーダン（南ダルフール州、東ダルフール州）と、西を中央アフリカ共和国オート・コト州と接する。北は北バハル・アル・ガザール州、東はワラブ州、南は西エクアトリア州と接する。

## 歴史
この地方は特に18世紀から19世紀にかけて、近隣のイスラム教首長国の奴隷貿易の被害を最も大きく受けた地域であり、1860年代から1870年代にかけての最盛期には、この地域の人口の75%に当たる40万人もの人口が失われた。2008年の人口調査時においても人口は少ないままであるが、これは上述の理由のほか、1983年から1999年にかけての第二次スーダン内戦においての甚大な被害が大きく影響している。

## 行政区分

### 郡
西バハル・アル・ガザール州は、3郡に分かれる。
1. ジュル川郡（英語版）
2. ラガ郡（Raga County）
3. ワーウ郡（Wau County）

### 主要都市
1. ワーウ
2. Raga
3. Acongeong
4. Deim Zubeir

## 西バハル・アル・ガザール州出身の著名人
- ルオル・デン・・・プロバスケットボール選手
- アレック・ウェック・・・ファッションモデル、女優